# Världscupen i nordisk kombination 1995/1996
Världscupen i nordisk kombination 1995/1996 hölls 6 december 1995-16 mars 1996 och vanns av Knut Tore Apeland, Norge före Kenji Ogiwara, Japan och Jari Mantila, Finland.

## Tävlingskalender
| Deltävling | Datum            | Plats             | Tävlingstyp                 | 1.                  | 2.                | 3.                  |
| ---------- | ---------------- | ----------------- | --------------------------- | ------------------- | ----------------- | ------------------- |
| 1.         | 6 december 1995  | Steamboat Springs | Gundersen K88/15 kilometer  | Todd Lodwick        | Bård Jørgen Elden | Marco Zarucchi      |
| 2.         | 16 december 1995 | Sankt Moritz      | Gundersen K95/15 kilometer  | Knut Tore Apeland   | Kenji Ogiwara     | Bjarte Engen Vik    |
| 3.         | 19 december 1995 | Val di Fiemme     | Gundersen K120/15 kilometer | Jari Mantila        | Knut Tore Apeland | Fred Borre Lundberg |
| 4.         | 6 januari 1996   | Schonach          | Gundersen K90/15 kilometer  | Fred Borre Lundberg | Kenji Ogiwara     | Knut Tore Apeland   |
| 5.         | 13 januari 1996  | Štrbské Pleso     | Gundersen K120/15 kilometer | Kenji Ogiwara       | Jari Mantila      | Knut Tore Apeland   |
| 6.         | 20 januari 1996  | Liberec           | Gundersen K120/15 kilometer | Sylvain Guillaume   | Kenji Ogiwara     | Knut Tore Apeland   |
| 7.         | 4 februari 1996  | Seefeld           | Gundersen K120/15 kilometer | Knut Tore Apeland   | Sylvain Guillaume | Todd Lodwick        |
| 8.         | 10 februari 1996 | Chaux-Neuve       | Gundersen K120/15 kilometer | Kenji Ogiwara       | Knut Tore Apeland | Halldor Skard       |
| 9.         | 18 februari 1996 | Murau             | Gundersen K120/15 kilometer | Mario Stecher       | Jari Mantila      | Kouji Takasawa      |
| 10.        | 23 februari 1996 | Trondheim         | Gundersen K120/15 kilometer | Knut Tore Apeland   | Hannu Manninen    | Kenji Ogiwara       |
| 11.        | 2 mars 1996      | Lahtis            | Gundersen K120/15 kilometer | Bjarte Engen Vik    | Knut Tore Apeland | Hannu Manninen      |
| 12.        | 8 mars 1996      | Falun             | Gundersen K120/15 kilometer | Hannu Manninen      | Kenji Ogiwara     | Jari Mantila        |
| 13.        | 16 mars 1996     | Oslo              | Gundersen K120/15 kilometer | Bjarte Engen Vik    | Knut Tore Apeland | Halldor Skard       |

## Slutställning
| Placering | Tävlande            | Poäng |
| 1.        | Knut Tore Apeland   | 1456  |
| 2.        | Kenji Ogiwara       | 1256  |
| 3.        | Jari Mantila        | 1147  |
| 4.        | Bjarte Engen Vik    | 901   |
| 5.        | Halldor Skard       | 808   |
| 6.        | Sylvain Guillaume   | 799   |
| 7.        | Fred Børre Lundberg | 672   |
| 8.        | Hannu Manninen      | 639   |
| 9.        | Jens Deimel         | 583   |
| 10.       | Mario Stecher       | 555   |

| Placering | Tävlande  | Poäng |
| 1.        | Norge     | 5661  |
| 2.        | Finland   | 2742  |
| 3.        | Japan     | 2436  |
| 4.        | Frankrike | 2005  |
| 5.        | Tyskland  | 1794  |
| 6.        | Österrike | 1782  |
| 7.        | Schweiz   | 1234  |
| 8.        | USA       | 991   |
| 9.        | Tjeckien  | 950   |
| 10.       | Italien   | 570   |